# 기바촌
기바촌(木場村)은 니가타현 니시칸바라군에 설치되었던 촌이다.